# Roman Stanisław Sanguszko
Pour les autres membres de la famille, voir Famille Sanguszko.
Roman Adam Stanisław Sanguszko (°6 mai 1800 à Antoniny, † 26 mars 1881 à Slavouta), prince de la famille Sanguszko,

## Biographie
Il est le fils aîné de Eustachy Erazm Sanguszko et de Klementyna Czartoryska. Il est encore adolescent lorsque le tsar Alexandre Ier exige, comme garantie de leur fidélité, que toutes les familles aristocratiques envoient leurs héritiers dans les écoles militaires russes. Roman rejoint alors la garde impériale. Cependant, après une brève période de service, il est autorisé à rentrer chez lui en raison de sa mauvaise santé. Il déménage ensuite à Berlin, où il obtient son diplôme universitaire.
Le 14 mai 1829 à Varsovie, il épouse Natalia Potocka, fille de la puissante famille Potocki, qui décède peu après avoir donné naissance à leur unique enfant, Maria Klementyna (en). Désespéré, Roman Sanguszko décide de rejoindre les frères capucins, mais il change d'avis après le déclenchement de l'insurrection de novembre.
Avec son jeune frère Władysław Hieronim Sanguszko, il rejoint l'armée polonaise et se distingue dans plusieurs batailles, comme à Lubartów et Zamość. En 1831 il est l'adjoint du général Jan Zygmunt Skrzynecki. Pour ses actes de bravoure, il reçoit la Virtuti Militari. Mais en juin de la même année, il est capturé et emprisonné à Kiev. Considéré comme un citoyen russe plutôt que de la République, il est condamné pour haute trahison. Le pardon lui est proposé s'il renonce à sa loyauté envers l'insurrection, mais Sanguszko refuse. Le tribunal le condamne à la perte de statut de noble, à l'exil et à la confiscation de ses biens. Pour éviter de perdre une des plus grandes fortunes de la République, il parvient tout de même à en transmettre une grande partie à sa fille.
Il lui faut environ 10 mois pour parcourir à pied et enchaîné les 3300 kilomètres qui le mènent dans la région de Tobolsk, en Sibérie. Peu après son arrivée, il est enrôlé dans le régiment de Tengin et forcé de se battre, dans le Caucase, contre la rébellion d'Imam Chamil. Durant une escarmouche, il est blessé à la jambe et subit une lourde perte d'audition dans une chute de cheval. Pour sa bravoure, il est promu au grade d'officier et finalement autorisé à regagner son manoir de Slavouta, en 1845.
Laissant la plus grande partie de sa fortune à sa fille, il se lance dans plusieurs entreprises. La Région de Sławuta devient la plus industrialisée du pays. Outre une usine textile qui possède une succursale à Tarnów, il fonde une usine de sucre, une fabrique de papier, une aciérie et un moulin à bois. Il crée également un haras, spécialisé dans l'élevage de chevaux de course. Enfin, il agrandit considérablement la bibliothèque du manoir qui, avec plus de 6 000 volumes, devient l'une des plus grandes de la région.
Roman Stanisław Sanguszko décède le 26 mars 1881. Il est inhumé dans la crypte de l'église de Slavouta.
Sa vie est illustrée dans Prince Roman, de Joseph Conrad (1910).

## Mariage et descendance
Il épouse Natalia Potocka (en) (1807-1830), qui lui donne pour enfant :
- Maria Klementyna Sanguszko (en) (1830-1903), épouse de Alfred Józef Potocki